# Septembre 1973

## Évènements
- Tokyo Round (fin en 1979).

- 5 - 9 septembre : conférence du mouvement des non-alignés à Alger qui réclame un nouvel ordre économique mondial.

- 9 septembre (Formule 1) : Grand Prix automobile d'Italie.

- 11 septembre : coup d'État du 11 septembre 1973 au Chili. le gouvernement du Chili est renversé par un coup d'État militaire appuyé par les États-Unis. Le président Salvador Allende se suicide dans le palais présidentiel de la Moneda alors que l’armée donne l’assaut. Le général Pinochet prend le pouvoir.
  - Le Congrès est immédiatement dissous, la Constitution suspendue, les partis politiques interdits et les médias placés sous surveillance. L’état de siège est imposé et la répression sauvage. Près de 250 000 Chiliens doivent s’exiler pour échapper à la prison, la torture et la mort, la Direccíon de inteligencia nacional (DINA) faisant « disparaître » 11 000 personnes.
  - Allocutions radiodiffusées de Salvador Allende, assiégé à La Moneda. L'histoire nous appartient, c'est le peuple qui la fait[1].

- 12 septembre (Namibie) : l’ONU et l’OUA reconnaissent la SWAPO comme « représentant unique du peuple namibien ».

- 13 septembre, Paris : inauguration de la Tour Montparnasse.

- 14 septembre (Rallye automobile) : arrivée du Rallye autrichien des Alpes.

- 15 septembre : début du règne de Charles XVI Gustave, roi de Suède.

- 18 septembre : l'Ostpolitik du chancelier Willy Brandt permet l’entrée simultanée des deux Allemagne, la RFA et la RDA, à l'ONU[2].

- 21 septembre : des avions de combat Mirage 5 de l'Armée de l'air de la Jamahiriya arabe libyenne mitraille la corvette Pietro De Cristofaro (F540) de la marine italienne faisant soit ou quatre blessés[3] ou un mort (de ses blessures) et deux blessés[4].

- 22 septembre : Henry Kissinger est nommé Secrétaire d'État des États-Unis (fin en 1976).

- 23 septembre : 
  - De nouvelles élections portent Juan Perón au pouvoir en Argentine avec 60 % des suffrages. Il lance la « reconstruction nationale ».
  - France : élections cantonales, progression du PS aux dépens du PCF et de la majorité de droite.

- 24 septembre : 
  - La Guinée-Bissau déclare son indépendance.
  - Argentine : l’Armée révolutionnaire du peuple est mise hors la loi et il semble que Perón va réprimer les forces de gauche. Il réactive l’alliance avec les syndicats (Acte de compromis national).
  - Formule 1 : Grand Prix automobile du Canada.

- 25 septembre : le secrétaire général de la Confédération générale du travail de la République argentine est assassiné. Le 26 septembre, c’est au tour du président de la Jeunesse péroniste.

## Naissances
- 4 septembre : Moundir Zoughari, candidat de télé-réalité et animateur de télévision français.
- 5 septembre : 
  - Billy, animateur et producteur de télévision français.
  - Rose McGowan, actrice et réalisatrice américaine.
- 6 septembre : Greg Rusedski, joueur de tennis canadien et britannique.
- 8 septembre : María Eugenia Vidal, femme politique argentine.
- 11 septembre : Nafissatou Dia Diouf, Écrivaine sénégalaise.
- 12 septembre : Paul Walker, acteur et réalisateur américain († 30 novembre 2013).
- 13 septembre : Christine Arron, athlète française.
- 14 septembre :
  - Cesla Amarelle, personnalité politique suisse.
  - Dominique Arnold, athlète américain.
  - Tony Bui, réalisateur, scénariste, et producteur américain d'origine vietnamienne.
  - Vincent Cespedes, philosophe et essayiste français.
  - Mic Geronimo (Michael McDermon dit), rappeur américain.
  - Andrew Lincoln, acteur britannique.
  - Nas (Nasir Bin Olu Dara Jones dit), chanteur américain.
  - Pavel Novotný, footballeur international tchèque.
  - Tim Pappas, homme d'affaires et pilote automobile américain.
  - Linvoy Primus, footballeur anglais.
  - Andreas Schmidt, footballeur allemand.
  - Mickaël Viguier, acteur, chanteur et metteur en scène de théâtre français.
  - Mike Ward, humoriste canadien.
- 18 septembre : Mark Shuttleworth, entrepreneur sud-africain.
- 21 septembre : Edgars Rinkēvičs, diplomate et homme politique letton.
- 22 septembre : François-Xavier Demaison, comédien et humoriste français.
- 25 septembre : Olivier Gérard, dit oLi dE SaT, guitariste-claviériste-compositeur du groupe Indochine depuis 2002.
- 26 septembre : Nicholas Payton, trompettiste de jazz américain.

## Décès
- 2 septembre : John Ronald Reuel Tolkien, écrivain britannique (° 3 janvier 1892).
- 11 septembre :
  - Salvador Allende, président du Chili (° 26 juin 1908).
  - Edward Evan Evans-Pritchard, ethnologue britannique (° 21 septembre 1902).
- 13 septembre : Martín Chambi, 81 ans, photographe péruvien (° 5 novembre 1891).
- 15 septembre : Gustave VI Adolphe, roi de Suède (° 11 novembre 1882).
- 18 septembre : Théo Lefèvre, homme politique belge (° 17 janvier 1914).
- 20 septembre : Jim Croce, guitariste américain (° 10 janvier 1943).
- 22 septembre: Paul Van Zeeland, avocat et homme d'État belge (° 11 novembre 1893).
- 23 septembre : Pablo Neruda, poète, diplomate et journaliste chilien, prix Nobel de littérature (° 12 juillet 1904).
- 24 septembre : Josué de Castro, écrivain, médecin, géographe, homme politique brésilien (° 5 septembre 1908).
- 26 septembre : Anna Magnani, actrice italienne (° 7 mars 1908).
- 28 septembre : Fernand Raynaud, humoriste français (° 17 mai 1926).
- 29 septembre :
  - Wystan Hugh Auden, poète et critique anglais (° 21 février 1907).
  - Nurullah Esat Sümer, homme politique turc (° 1899).